# Heinkel He 74
Heinkel He 74 là một loại máy bay tiêm kích hạng nhẹ của Đức đầu thập niên 1930.

## Tính năng kỹ chiến thuật
Dữ liệu lấy từ Warplanes of the Third Reich
Đặc điểm tổng quát
- Kíp lái: 1
- Chiều dài: 6.45 m (21 ft 2 in)
- Sải cánh: 8.15 m (26 ft 8¾ in)
- Chiều cao: 2.20 m (7 ft 2½ in)
- Diện tích cánh: 14.9 m2 (160.6 ft2)
- Trọng lượng rỗng: 771 kg (1.697 lb)
- Trọng lượng có tải: 1.019 kg (2.242 lb)
- Powerplant: 1 × Argus As 10C, 180 kW (240 hp)

Hiệu suất bay
- Vận tốc cực đại: 280 km/h (174 mph)
- Vận tốc hành trình: 235 km/h (146 mph)
- Tầm bay: 370 km (230 dặm)
- Trần bay: 4.800 m (15.750 ft)
- Vận tốc lên cao: 6,4 m/s (1.262[2] ft/phút)

Vũ khí trang bị
- 1 × Súng máy MG 17 7,92 mm (.312 in)